# Rennrodel-Amerika-Pazifikmeisterschaften 2013
Die Rennrodel-Amerika-Pazifikmeisterschaften 2013 wurden vom 5. bis 7. Dezember 2013 im Rahmen des 4. Weltcuprennens der Saison 2013/14 im Whistler Sliding Centre in Whistler, Kanada, ausgetragen. Es gab Wettbewerbe in den Einsitzern für Männer und Frauen und dem Doppelsitzer. Alle Wettbewerbe wurden in zwei Läufen entschieden, für die Wertung dienten die Ergebnisse der Weltcuprennen in den entsprechenden Disziplinen. Sportlerinnen und Sportler, die sich im Weltcup vorangegangenen Nationencup nicht für den Weltcup qualifizieren und somit nicht am Wertungsrennen für die Amerika-Pazifikmeisterschaften teilnehmen konnten, wurden in der Reihenfolge ihrer Platzierungen des Nationencups eingereiht.
Im Einsitzer der Frauen gewann die Kanadierin Alex Gough, im Einsitzer der Männer sicherte sich der US-Amerikaner Christopher Mazdzer den Titel und die Wertung der Doppelsitzer gewannen die Kanadier Tristan Walker und Justin Snith.

## Titelverteidiger
Bei den vergangenen Amerika-Pazifikmeisterschaften 2012 im US-amerikanischen Lake Placid siegten Julia Clukey im Einsitzer der Frauen, Christopher Mazdzer im Einsitzer der Männer sowie das Doppelsitzerpaar Tristan Walker und Justin Snith.

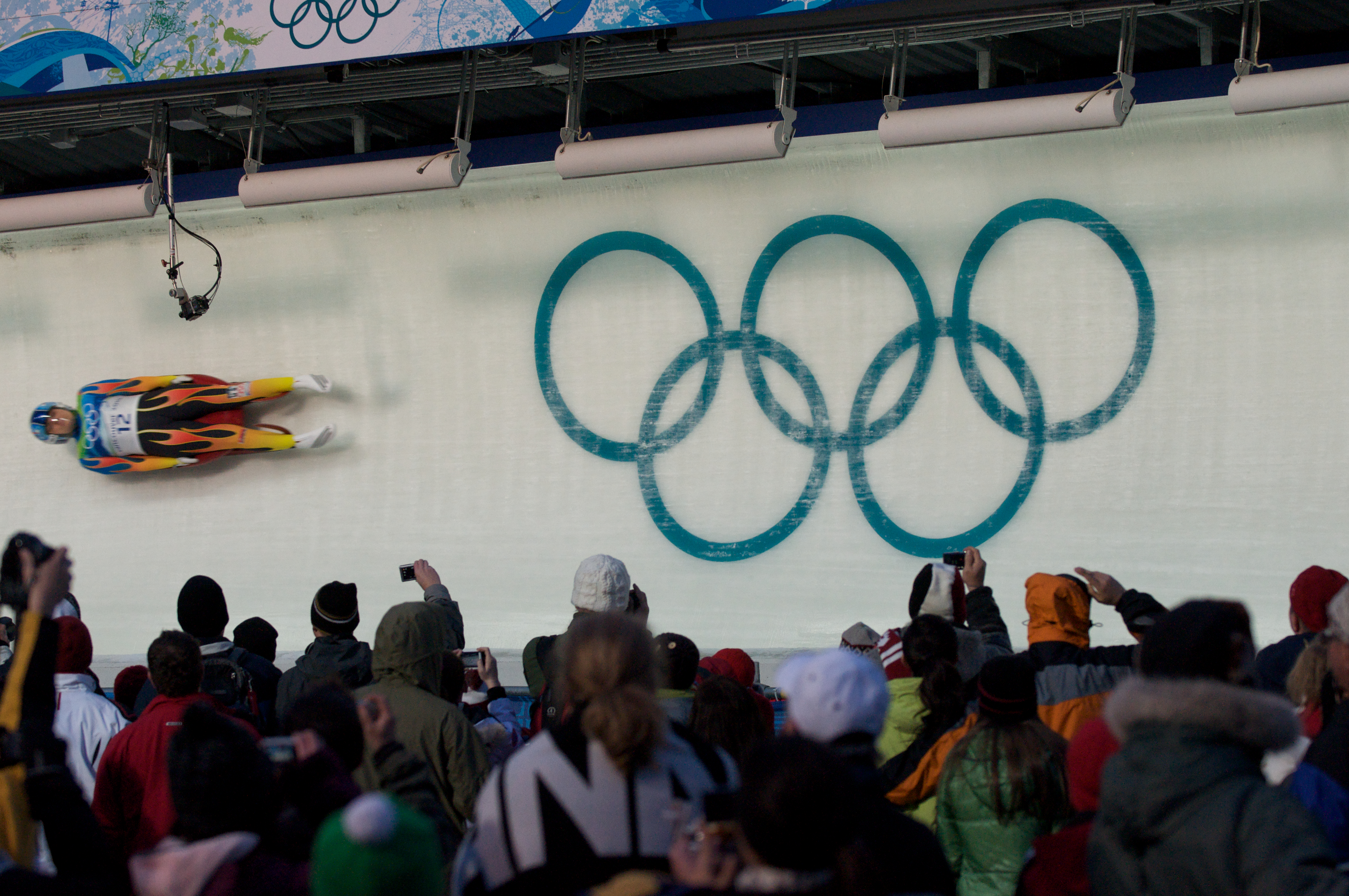
Julia Clukey
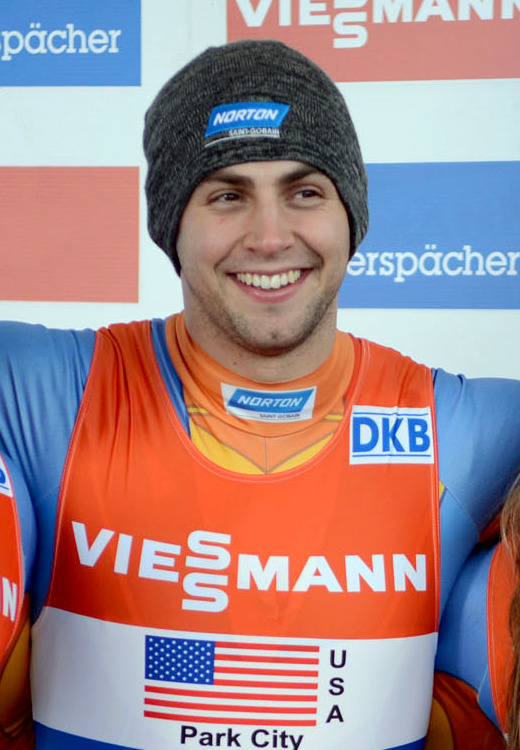
Christopher Mazdzer
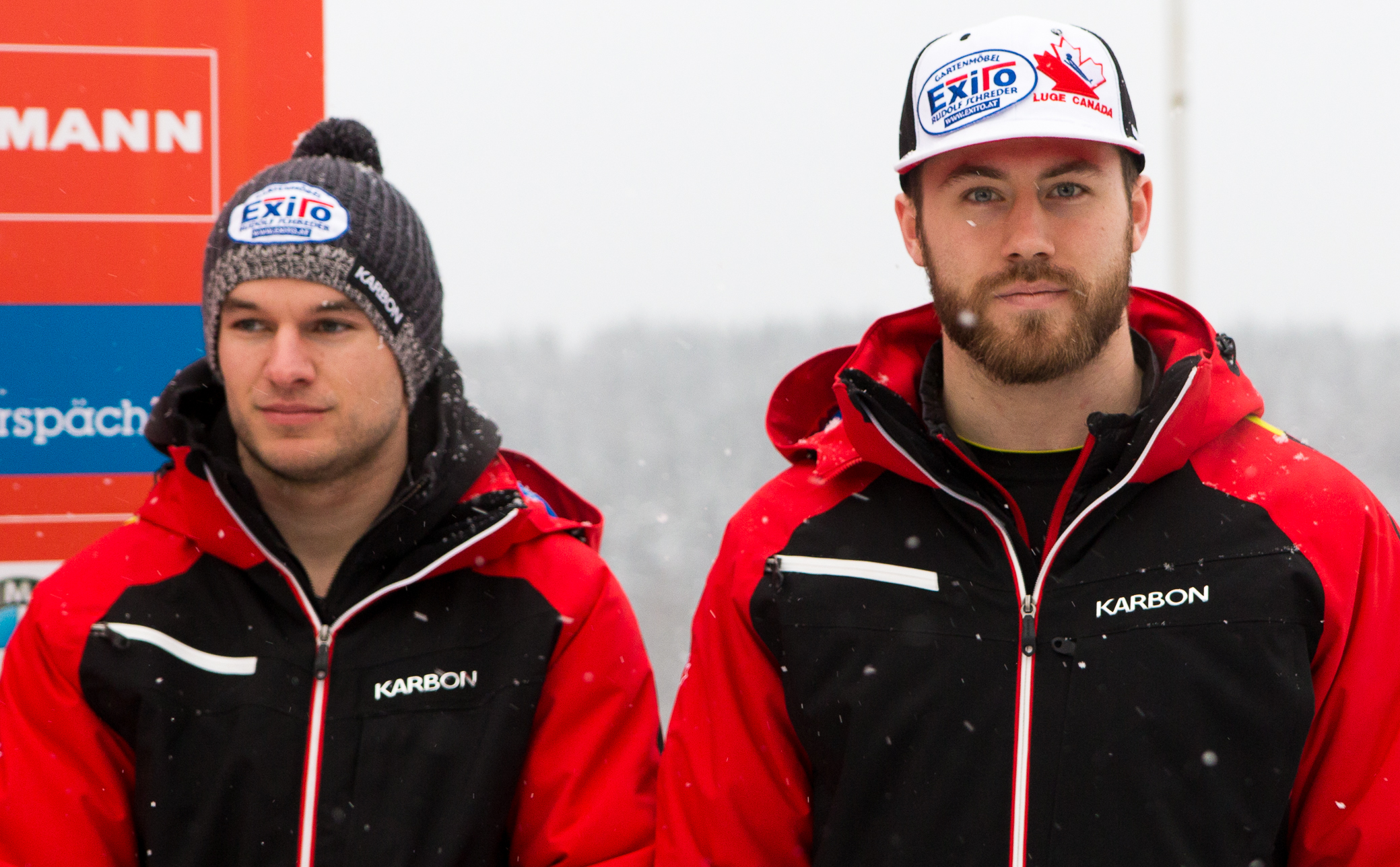
Tristan Walker und Justin Snith

## Einsitzer der Frauen

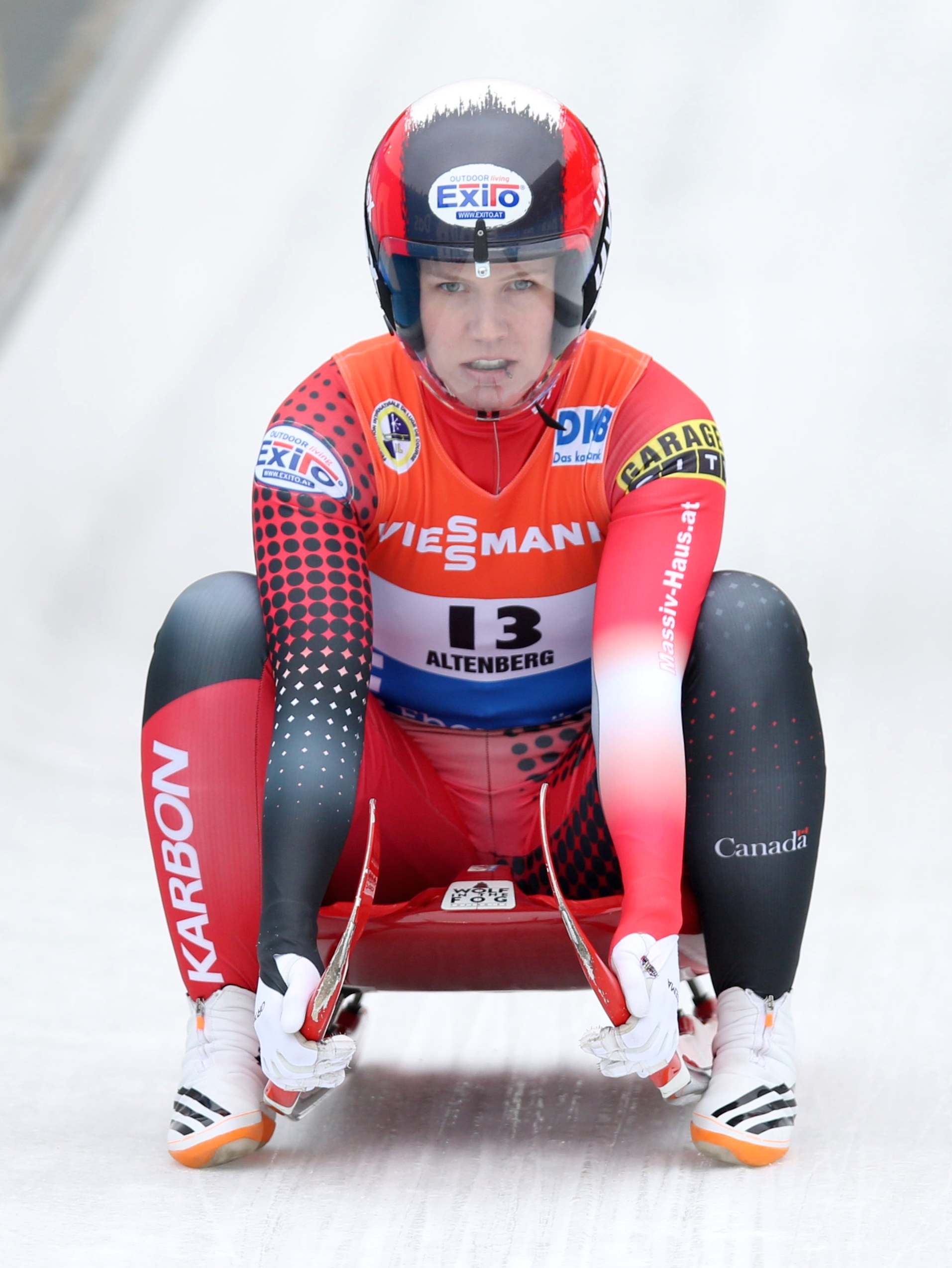
Alex Gough, Gewinnerin im Frauen-Einsitzer

| Platz | Sportlerin       | Laufzeiten        | Zeit             |
| ----- | ---------------- | ----------------- | ---------------- |
| 01    | Alex Gough       | 36,765 s 36,780 s | 1:13,545 Minuten |
| 02    | Erin Hamlin      | 36,913 s 36,890 s | 1:+0,258 s       |
| 03    | Kate Hansen      | 36,953 s 36,898 s | 1:+0,306 s       |
| 04    | Julia Clukey     | 37,027 s 36,974 s | 1:+0,456 s       |
| 05    | Kimerbeley McRae | 37,028 s 37,035 s | 1:+0,518 s       |
| 06    | Arianne Jones    | 37,037 s 37,126 s | 1:+0,618 s       |
| 07    | Summer Britcher  | 37,140 s 37,033 s | 1:+0,628 s       |
| 08    | Jordan Smith     | 37,094 s 37,195 s | 1:+0,744 s       |

Datum: 7. Dezember
Den Titel im Einsitzer der Frauen sicherte sich die Kanadierin Alex Gough vor Erin Hamlin und Kate Hansen aus den Vereinigten Staaten. Vorjahressiegerin Julia Clukey kam vor Kimerberley McRae, Arianne Jones, ihrer Landsfrau Summer Britcher sowie Jordan Smith auf Rang 4. Im Weltcuprennen kam Gough hinter der Deutschen Natalie Geisenberger als Zweitplatzierte ins Ziel. Hamlin und Hansen folgten hinter Anke Wischnewski und Tatjana Hüfner auf die Plätze 5 und 6. Cluckey wurde 11., McRae 11. Jones erreichte vor Konkurrentin Britcher Rang 14 und Smith wurde 17. Nur Gough und Hamlin waren bereits über die Gesetztenliste des Weltcups für das Wertungsrennen qualifiziert. Die weiteren Starterinnen qualifizierten sich über das Rennen des Nationencups.

## Einsitzer der Männer

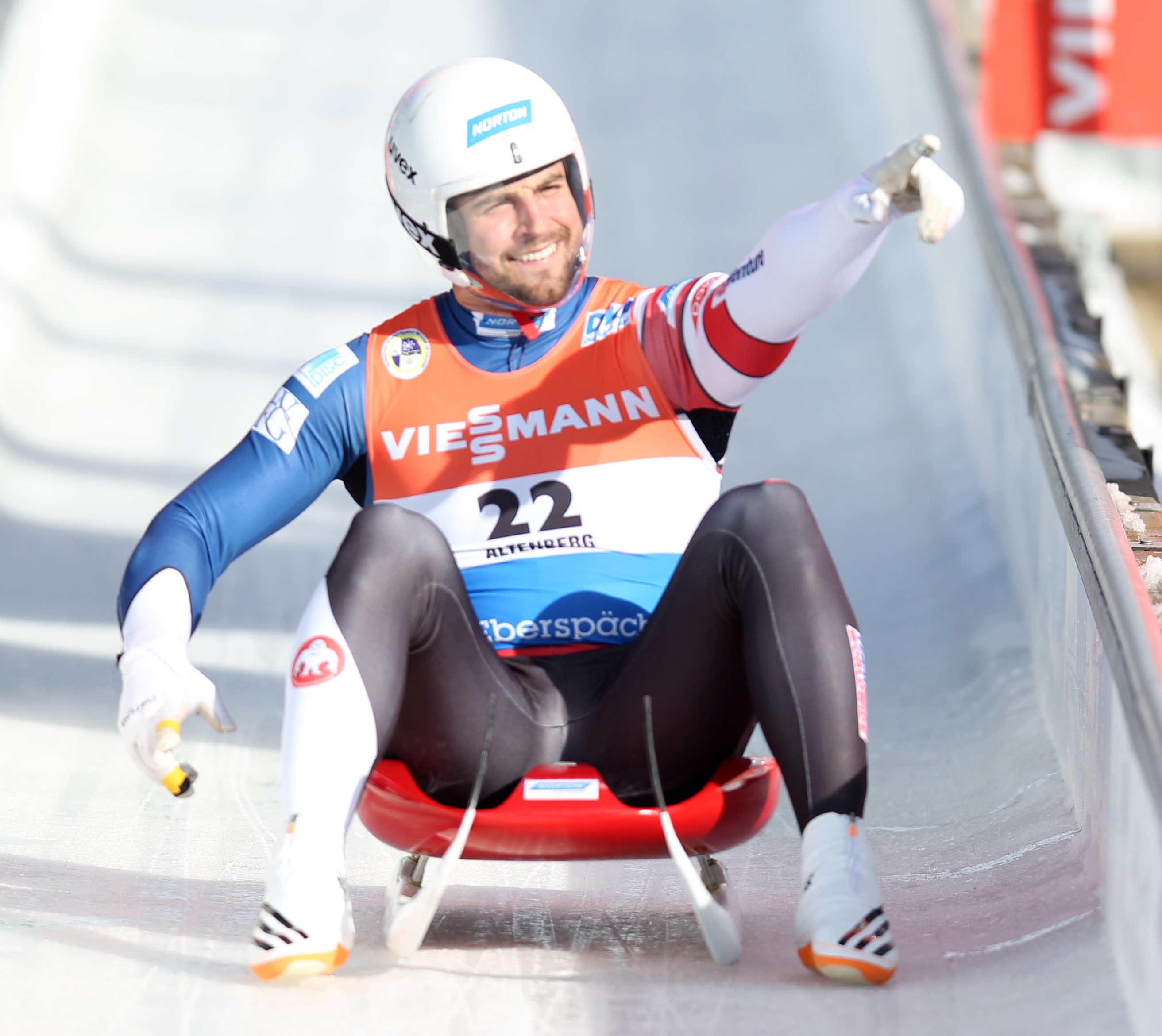
Christopher Mazdzer, Gewinner im Männer-Einsitzer

| Platz | Sportler            | Laufzeiten        | Zeit             |
| ----- | ------------------- | ----------------- | ---------------- |
| 01    | Christopher Mazdzer | 48,457 s 48,521 s | 1:36,978 Minuten |
| 02    | Samuel Edney        | 48,490 s 48,616 s | 1:+0,128 s       |
| 03    | Tucker West         | 48,607 s 48,761 s | 1:+0,390 s       |
| 04    | Taylor Morris       | 48,774 s 48,882 s | 1:+0,678 s       |
| 05    | Mitchel Malyk       | 48,846 s 48,954 s | 1:+0,822 s       |
| 06    | Aidan Kelly         | 48,794 s 49,107 s | 1:+0,923 s       |
| 07    | John Fennell        | 49,001 s 49,047 s | 1:+1,070 s       |
| 08    | Bruno Banani        | 49,390 s 49,677 s | 1:+2,089 s       |
| 09    | Alexander Ferlazzo  | 50,460 s          |                  |
| 10    | Daniel Newton       | 50,612 s          |                  |

Datum: 7. Dezember
Amerika-Pazifikmeister wurde der US-Amerikaner Christopher Mazdzer vor Titelverteidiger Samuel Edney aus Kanada und seinen Landmännern Tucker West sowie Taylor Morris. Auf den weiteren Plätzen folgten Mitchel Malyk, Aidan Kelly, John Fennell und Bruno Banani. Die Australier Alexander Ferlazzo und Daniel Newton  verpassten die Qualifikation für das Wertungsrennen über den Nationencup und wurden auf den Plätzen 9 bzw. 10 in die Wertung genommen. Mazdzer wurde im Weltcuprennen Zweiter hinter Felix Loch, Edney kam auf Rang 6, West belegte Platz 11, Morris fuhr als 17. ins Ziel und Malyk wurde 19. Kelly beendete das Weltcuprennen auf Rang 21, Banani wurde 31. und damit letzter gewerteter Fahrer.

## Doppelsitzer

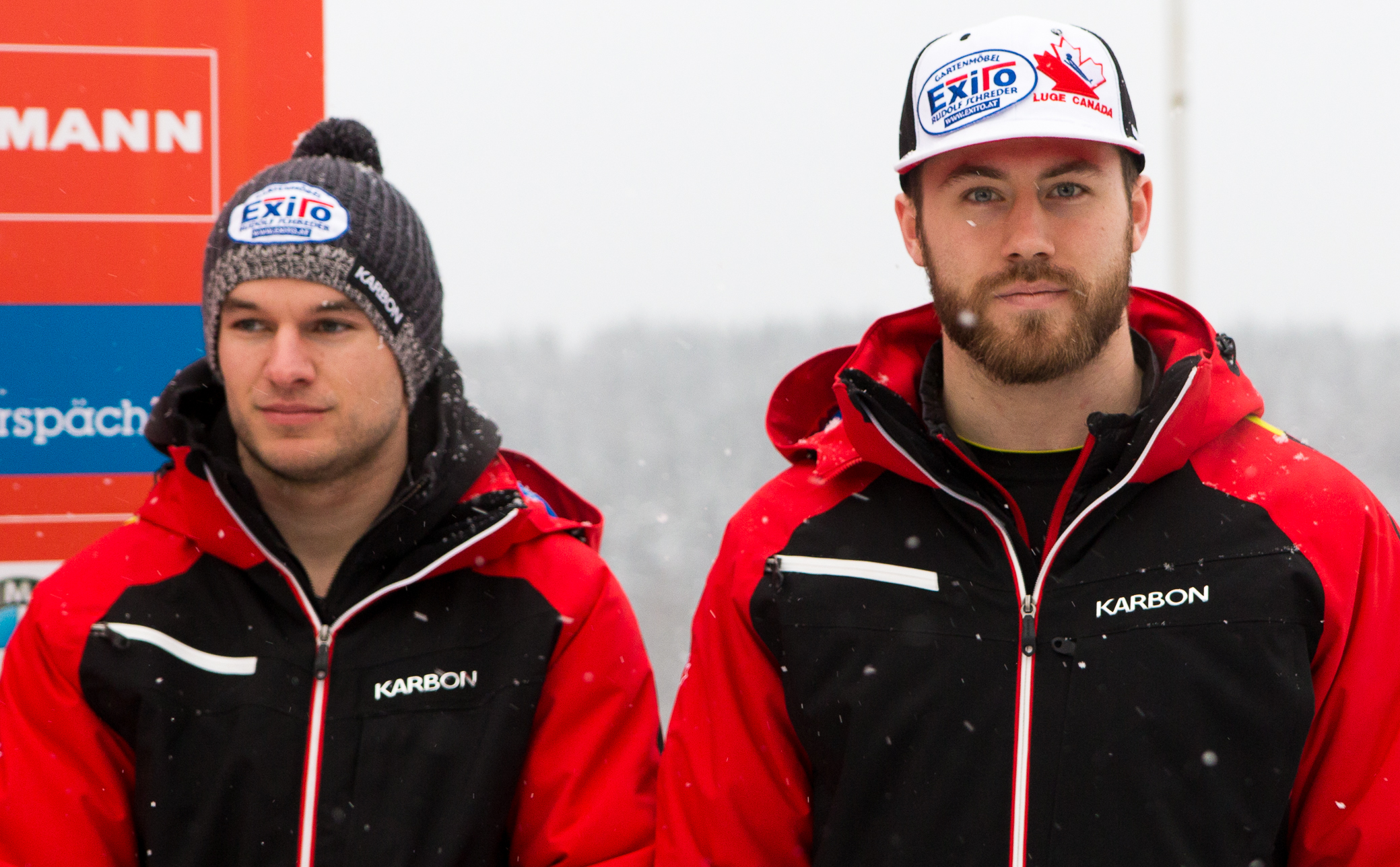
Tristan Walker und Justin Snith, Gewinner im Doppelsitzer

| Platz | Sportler                           | Laufzeiten        | Zeit             |
| ----- | ---------------------------------- | ----------------- | ---------------- |
| 01    | Tristan Walker/Justin Snith        | 36,721 s 36,657 s | 1:13,378 Minuten |
| 02    | Matthew Mortensen/Preston Griffall | 36,797 s 36,761 s | 1:+0,180 s       |
| 03    | Christian Niccum/Jayson Terdiman   | 36,901 s 36,920 s | 1:+0,443 s       |
| 04    | Jacob Hyrns/Andrew Sherk           | 37,125 s 37,491 s | 1:+1,238 s       |

Datum: 6. Dezember
Den Titel bei den Doppelsitzern sicherten sich die kanadischen Lokalmatadoren Tristan Walker und Justin Snith vor Matthew Mortensen und Preston Griffall sowie Christian Niccum und Jayson Terdiman (beide Paare aus den Vereinigten Staaten). Auf Rang 4 kamen Jacob Hyrns und Andrew Sherk. Im Race-in-Race-Weltcuprennen fuhren die Amerika-Pazifikmeister auf Rang 4. Mortensen/Griffall wurden Neunte, Niccum/Terdiman landete auf Rang 12. Hyrns/Sherk wurden 19. Bis auf Walker/Snith mussten sich alle Starter über den Nationencup für das Wertungsrennen qualifizieren.

## Medaillenspiegel
| Platz | Land               | Gold | Silber | Bronze | Gesamt |
| ----- | ------------------ | ---- | ------ | ------ | ------ |
| 1     | Kanada             | 2    | 1      | 0      | 3      |
| 2     | Vereinigte Staaten | 1    | 2      | 3      | 6      |